# Juan (ur. 1979)
Juan, właśc. Juan Silveira dos Santos (ur. 1 lutego 1979 w Rio de Janeiro) – brazylijski piłkarz, występujący na pozycji obrońcy.

## Życiorys
Wychowanek CR Flamengo. W 2002 roku przeniósł się stamtąd do Bayeru 04 Leverkusen. Do Romy trafił 21 czerwca 2007 roku za 6,7 miliona euro. Razem z reprezentacją Brazylii zwyciężył w Copa América 2004, Pucharze Konfederacji 2005 oraz Copa América 2007, brał także udział między innymi w Mistrzostwach Świata 2006, na których razem z drużyną narodową dotarł do ćwierćfinału.
15 lipca 2012 roku przeniósł się do SC Internacional. W 2019 roku zakończył karierę piłkarską.